# Perlicultură
Perlicultură este cultura de scoici bivalve cu scopul de a obține perle naturale de cultură. Fermele de perle pot fi amplasate în apă sărată în apele mărilor și oceanelor de lângă țărm și în apă dulce, în lacuri sau râuri.

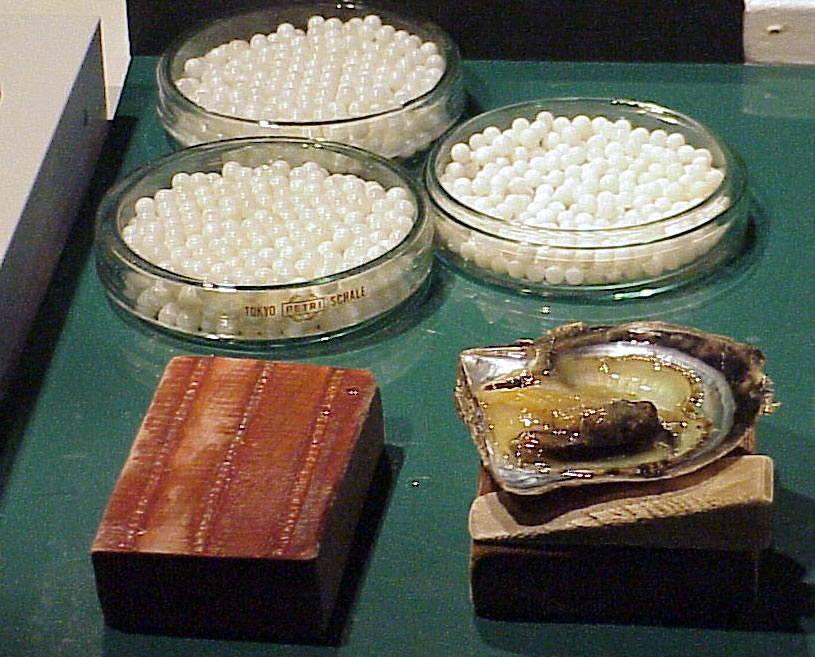
Perle naturale de cultură

Cultura perlelor este o combinație între intervenția umană și procesul natural de depunere a straturilor de sidef în jurul unui corp străin. Intervenția umană constă în introducerea în țesuturile moi ale scoicii (manta) a acelui corp străin.
Perlele de cultură sunt considerate tot perle naturale și se obțin cu dificultate. Scoica are nevoie de câțiva ani pentru a produce o perlă (cu cât perla este mai mare cu atât necesită mai mulți ani), dintre care doar 5 %  sunt de calitatea necesară pentru a fi utilizate ca bijuterii de lux.
Marea majoritate a perlelor disponibile astăzi sunt de cultură, piața fiind dominată de perlele de apă dulce obținute în China, dar cele mai scumpe sunt cele de apă sărată. Aceasta deoarece scoicile de apă sărată pot fi însămânțate doar cu câte un singur fragment de țesut ce va produce o singură perlă. În schimb, scoicile perlifere de apă dulce sunt mult mai productive, o însămânțare multiplă va duce la formarea mai multor perle în aceeași scoică.
Japonia este cel mai mare producător de perle naturale de cultură de apă sărată, dar acestea se produc și în țări din Asia și Oceania, în Australia, unele insule din Polinezia și Myanmar. Comercianții de perle americani și chinezi au început să producă perle de cultură din midiile de apă dulce începând cu anii 1980.
Perlele de cultură se obțin, în general prin două procedee: unul care folosește doar fragmente de țesut inserate în scoică, obținându-se adesea perle de formă neregulată; altul în care, alături de fragmentul de țesut, se inserează și o mic fragment de scoică, în jurul căreia scoica va depune sideful, rezultatul fiind o perlă mai aproape de forma sferică.
Scoicile însămânțate sunt crescute în apă, în ferme secializate. După 2 … 5 ani de la însămânțare - în funcție de specie și de tipul de perle urmărit - sunt scoase din apă apoi extrase perlele, iar scoicile care supraviețuiesc pot fi din nou însămânțate și puse la loc în apă, pentru un nou ciclu de producție.

### Perlicultură în apă sărată
Cultura perlelor  în apă sărată a apărut în Japonia la începutul secolului al XX-lea, când Kokichi Mikimoto a conceput și testat cu succes primele metode de cultivare a scoicilor Akoya.  

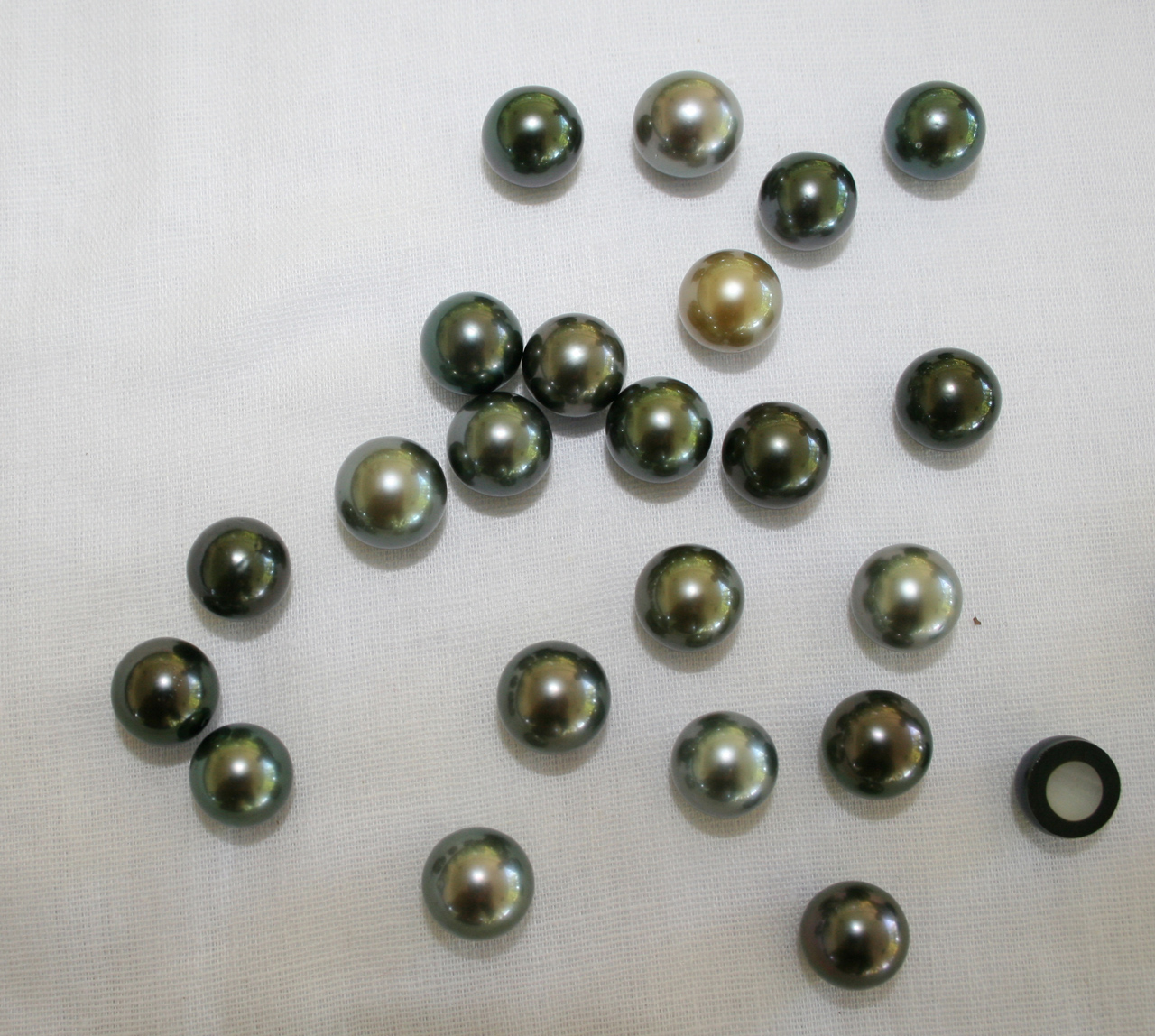
Perle de Tahiti

Sunt cultivate în special 6 specii marine din genul Pinctada:
- Akoya:  sunt produse de speciile de stridii Pinctada fucata martensii și Pinctada fucata chemnitzii, preponderent în Japonia, China, Vietnam, Coreea de Sud și Australia; sunt de culoare roz, crem, auriu
- Tahiti: sunt cultivate în jurul insulelor Tahiti, Polinezia franceză, insulele Seychelles, Vietnam și Australia; sunt produse de speciile Pinctada margaritifera, denumite și „scoici cu buze negre”; au nuanțe de culori închise (verde, roșu închis, negru, gri)
- din Marea Sudului: scoica Pinctada maxima este specia care le produce în arealele oceanelor Indian și Pacific, preponderent in Australia, Filipine, Indonezia și Myanmar; au culori de alb, argintiu și auriu
- Cortez : denumite Regina perlelor, au fost descoperite în 1553 de conchistadorul spaniol Hernán Cortés; sunt produse de speciile Pinctada mazatlantica și Pteria sterna în Golful California;  au un colorit asemănător curcubeului
- Keshi: provin din specia de scoici Pinctada imbricata, sunt extrem de mici
- Mabé:  forma lor este semisferică, sunt folosite mai mult pentru cercei, inele și broșe.

### Perlicultură în apă dulce
Perlele naturale de cultură  în apă dulce sunt cultivate în lacuri și râuri din speciile Hyriopsis cumingii în Asia și Amblema în America de Nord și Europa de Nord. La aceste specii, o singură scoică poate produce mai multe perle odată, uneori chiar peste 20, fiind recoltate după 2 … 6 ani. Cultivarea perlelor de apă dulce este atestată încă din secolul al XIII-lea, China fiind în prezent liderul mondial al producției.
- Biwa (Orient): după numele lacului Biwa, cel mai mare lac din Japonia și primul în care s-au cultivat perle de apă dulce; perlele biwa sunt recunoscute pentru calitatea înaltă, luciul uniform și suprafața netedă; culorile variază între alb-roz, alb-crem și violet
- Mabe: se obțin lipind un nucleu sub formă de semiferă pe interiorul unei cochilii
- Blister (semiperle): perla nu se dezvoltă pe partea interioară a mantalei ci a valvei, spatele lor fiind plat
- perle semințe: sunt perle de dimensiuni foarte mici, pînă la 2 mm diametru.